# Pentacalia ullucosana
Pentacalia ullucosana là một loài thực vật có hoa trong họ Cúc. Loài này được (Hieron.) S.Díaz & Cuatrec. mô tả khoa học đầu tiên năm 1999.